# Machovo kyvadlo

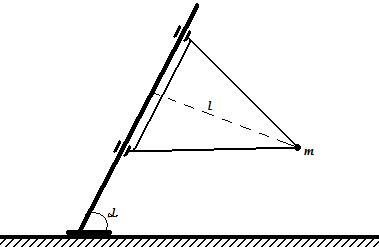
Realizace Machova kyvadla

Machovo kyvadlo je jeden z vynálezů významného vědce Ernsta Macha (1838 - 1916). Machovo kyvadlo je realizováno pomocí několika neohebných drátů či tyčí, na které je přiděláno závaží. Zařízení se kýve podél vodorovné osy. Jeho funkce je obdobná, jako funkce matematického kyvadla o délce l.  Vodorovnou osu Machova kyvadla lze naklánět o úhel α a tím změnit dobu kyvu. Díky tomu je Machovo kyvadlo vhodné pro studium vlastností kyvadel. 
Doba kyvu je dána vztahem: {\displaystyle T=\pi {\sqrt {{\frac {l}{g}}\cos \alpha }}}